# Iara Cardoso
Iara Cardoso é cineasta, especialista em narrativa científica e cinema digital, com relevante atuação em roteiro, direção e produção de filmes e séries para a rede TV Globo, Cinemark, Globosat, History, Amazon Prime Video e Globoplay.

## Biografia
Natural de São Paulo, formou-se em jornalismo com especialização em Jornalismo científico pela Universidade Estadual de Campinas, em Cinema Digital pela New York Film Academy/Universal Studios e em Jornalismo para TV Digital pela NBC News/NYFA. Em 2015, foi Fellow no Advanced Study Program do Massachusetts Institute of Technology (MIT), nos EUA, se especializando em documentários e roteiros de ciência e tecnologia.
É membro da Academia Brasileira de Cinema. Foi responsável pelo roteiro e produção da série País dos Raios, exibida no programa Fantástico da TV Globo. Também dirigiu, roteirizou e produziu o filme documentário Fragmentos de Paixão, exibido na rede Cinemark, Mais Globosat e Amazon Prime Video e o documentário Ameaças do Céu, exibido no History. Em 2023, lançou o documentário A Era dos Humanos, com apresentação de Marcos Palmeira. Atualmente, trabalha na série Caça Tempestades para o History e TV Globo e no filme de ficção Salvando Paola.

## Filmografia
| Ano  | Filme                | Título em português         | Diretor | Produtor | Escritor | Ator |
| ---- | -------------------- | --------------------------- | ------- | -------- | -------- | ---- |
| 2013 | Fragmentos de Paixão | EUA: A Flash in the tropics | Sim     | Sim      | Sim      |      |
| 2018 | Ameaças do Céu       | BRA: Ameaças do Céu         | Sim     | Sim      | Sim      |      |
| 2020 | Caça Tempestades     | BRA: Caça Tempestades       | Sim     | Sim      | Sim      |      |
| 2015 | País dos Raios       | BRA: País dos Raios         | Sim     | Sim      | Sim      |      |
| 2023 | A Era dos Humanos    | BRA: A Era dos Humanos      | Sim     | Sim      | Sim      |      |

## Ligações Externas
- GloboNews, Cidades e Soluções. «Cidades e Soluções - Cineasta Iara Cardoso em entrevista ao Cidades e Soluções da GloboNews». Fonte GloboNews
- Jornal Hoje, Rede Globo. «Jornal Hoje - Cineasta Iara Cardoso fala sobre seu filme - Em entrevista ao Jornal Hoje diretora Iara Cardoso fala sobre seu filme». Fonte Rede Globo
- TV Record, Jornal da Record. «Jornal da Record - Conversa com a cineasta Iara Cardoso -». Fonte TV Record